# Hội đồng Quốc tế về Âm nhạc Truyền thống
Hội đồng Quốc tế về Âm nhạc Truyền thống, viết tắt tiếng Anh là ICTM (International Council for Traditional Music) là một tổ chức phi chính phủ, phi lợi nhuận quốc tế hoạt động trong lĩnh vực nghiên cứu và bảo tồn, phát triển âm nhạc truyền thống, được UNESCO công nhận có quan hệ tư vấn chính thức .
ICTM thành lập tại Luân Đôn ngày 22/09/1947 . Chủ tịch ICTM nhiệm kỳ 2005-2013 là Tiến sĩ Adrienne L. Kaeppler, người phụ trách Dân tộc học vùng Đại dương tại Bảo tàng Lịch sử Tự nhiên của Viện Smithsonian. Chủ tịch ICTM hai nhiệm kỳ 2013-2017-2021 là bà Salwa El-Shawan Castelo-Branco từ Bồ Đào Nha. Tổ chức ICTM trước đây được gọi là Hội đồng Âm nhạc Dân gian Quốc tế IFMC (International Folk Music Council) .

## Điều hành
Các đại hội gần đây tiến hành 2 năm một kỳ. Đại hội bầu ban điều hành với lựa chon để mỗi thành viên đảm nhận công việc cỡ 4 hoặc 6 năm.
| Nr  | Đại hội   | Tại                                          | Nhiệm kỳ  | Chủ tịch                    | Chủ tịch   |
| --- | --------- | -------------------------------------------- | --------- | --------------------------- | ---------- |
| 46. | ICTM 2021 |                                              |           |                             |            |
| 45. | ICTM 2019 |                                              | 2017-2021 | S. El-Shawan Castelo-Branco | Bồ Đào Nha |
| 44. | ICTM 2017 | Limerick Ireland                             | 2017-2021 | S. El-Shawan Castelo-Branco | Bồ Đào Nha |
| 43. | ICTM 2015 | Astana Kazakhstan                            | 2013-2017 | S. El-Shawan Castelo-Branco | Bồ Đào Nha |
| 42. | ICTM 2013 | Shanghai Trung Quốc                          | 2013-2017 | S. El-Shawan Castelo-Branco | Bồ Đào Nha |
| 41. | ICTM 2011 | St. John's Canada                            | 2005-2013 | Adrienne L. Kaeppler        | Hoa Kỳ     |
| 40. | ICTM 2009 | Durban Nam Phi                               | 2005-2013 | Adrienne L. Kaeppler        | Hoa Kỳ     |
| 39. | ICTM 2007 | Vienna Áo                                    | 2005-2013 | Adrienne L. Kaeppler        | Hoa Kỳ     |
| 38. | ICTM 2005 | Sheffield Anh Quốc                           | 2005-2013 | Adrienne L. Kaeppler        | Hoa Kỳ     |
| 37. | ICTM 2004 | Fuzhou & Quanzhou · Trung Quốc               | 1999-2005 | Krister Malm                | Thụy Điển  |
| 36. | ICTM 2001 | Rio de Janeiro Brasil                        | 1999-2005 | Krister Malm                | Thụy Điển  |
| 35. | ICTM 1999 | Hiroshima Nhật Bản                           | 1999-2005 | Krister Malm                | Thụy Điển  |
| 34. | ICTM 1997 | Nitra Slovakia                               |           | Anthony Seeger              | Hoa Kỳ     |
| 33. | ICTM 1995 | Canberra Úc                                  |           |                             |            |
| 32. | ICTM 1993 | Berlin Đức                                   |           |                             |            |
| 31. | ICTM 1991 | Kowloon Hồng Kông                            |           |                             |            |
| 30. | ICTM 1989 | Schladming Áo                                |           |                             |            |
| 29. | ICTM 1987 | Berlin Đông Đức                              |           |                             |            |
| 28. | ICTM 1985 | Stockholm Thụy Điển& · Helsinki Phần Lan     |           |                             |            |
| 27. | ICTM 1983 | New York Hoa Kỳ                              |           |                             |            |
| 26. | IFMC 1981 | Seoul Triều Tiên                             |           |                             |            |
| 25. | IFMC 1979 | Oslo Na Uy                                   |           |                             |            |
| 24. | IFMC 1977 | Honolulu Hoa Kỳ                              |           |                             |            |
| 23. | IFMC 1975 | Regensburg Tây Đức                           |           |                             |            |
| 22. | IFMC 1973 | Bayonne Pháp                                 |           |                             |            |
| 21. | IFMC 1971 | Kingston Jamaica                             |           |                             |            |
| 20. | IFMC 1969 | Edinburgh Anh Quốc                           |           |                             |            |
| 19. | IFMC 1967 | Ostend Bỉ                                    |           |                             |            |
| 18. | IFMC 1966 | Legon Accra Ghana                            |           |                             |            |
| 17. | IFMC 1964 | Budapest Hungary                             |           |                             |            |
| 16. | IFMC 1963 | Jerusalem Israel                             |           |                             |            |
| 15. | IFMC 1962 | Gottwaldov Tiệp Khắc, · nay là Zlín Slovakia |           |                             |            |
| 14. | IFMC 1961 | Québec Canada                                |           |                             |            |
| 13. | IFMC 1960 | Vienna Áo                                    |           |                             |            |
| 12. | IFMC 1959 | Sinaia & Bucharest România                   |           |                             |            |
| 11. | IFMC 1958 | Liège Bỉ                                     |           |                             |            |
| 10. | IFMC 1957 | Copenhagen Đan Mạch                          |           |                             |            |
| 9.  | IFMC 1956 | Trossingen & Stuttgart Tây Đức               |           |                             |            |
| 8.  | IFMC1955  | Oslo Na Uy                                   |           |                             |            |
| 7.  | IFMC 1954 | São Paulo Brasil                             |           |                             |            |
| 6.  | IFMC 1953 | Biarritz Pháp & · Pamplona Tây Ban Nha       |           |                             |            |
| 5.  | IFMC 1952 | Luân Đôn Anh Quốc                            |           |                             |            |
| 4.  | IFMC 1951 | Opatija Nam Tư                               |           |                             |            |
| 3.  | IFMC 1950 | Bloomington Hoa Kỳ                           |           |                             |            |
| 2.  | IFMC 1949 | Venice Ý                                     |           |                             |            |
| 1.  | IFMC 1948 | Basel Thụy Sĩ                                | 1947-     | Ralph Vaughan Williams      | Anh Quốc   |
| B   | 1947      | Luân Đôn Anh Quốc                            | 1947-     | Ralph Vaughan Williams      | Anh Quốc   |

## Xuất bản
ICTM xuất bản Niên giám thống cho âm nhạc truyền thống mỗi năm một lần, và một bản tin hàng năm hai lần.